# El show de Bertín
El show de Bertín es un programa de televisión español, estrenado el 16 de septiembre de 2020, presentado por Bertín Osborne y emitido por Canal Sur Televisión. Desde 2021 se emite también en Telemadrid.

## Historia
Bertín Osborne que estaba ligado a Mediaset España desde 2016, con el programa Mi casa es la tuya que estaba producido por Proamagna, pasó a encabezar este proyecto ideado y producido por Proamagna para RTVA y su emisión en Canal Sur Televisión desde septiembre de 2020, que debido a su buena aceptación en la cadena autonómica andaluza pasó a emitirse también en Telemadrid desde octubre de 2021.
En 2025, Bertín anunció su marcha temporal del programa para concursar en la temporada 12 de Tu Cara Me Suena. Su sustituo fue Manuel Díaz El Cordobés quien presentó El Show a partir del 4 de abril de 2025. 

## Formato
Grabado en el Teatro Riberas del Guadaíra en Alcalá de Guadaíra (Sevilla), a las 11h00, es un programa donde la ayuda de los colaboradores es esencial. Laura Gallego, Miguel Ángel Rodríguez «El Sevilla», Esther Arroyo, Susana Saborido, Ale Alcántara, Martín Pareja-Obregón, María José Suárez y Soraya Arnelas se encargan junto a Bertín de presentar diferentes secciones: Pruebas de cocina, un repaso por el álbum de fotos del invitado, secciones musicales y pruebas divertidas donde el espectador disfruta del humor, la música y las sorpresas.
Sin duda, uno de los ingredientes más importantes de este formato es el invitado. Cada semana un rostro conocido asiste a El show de Bertín, del que hablan de su trayectoria personal y profesional.

## Programas
| Temporadas | Programas | Estreno                  | Final               | Audiencias   | Audiencias        |
| Temporadas | Programas | Estreno                  | Final               | Espectadores | Cuota de pantalla |
| ---------- | --------- | ------------------------ | ------------------- | ------------ | ----------------- |
| 1          | 40        | 16 de septiembre de 2020 | 22 de junio de 2021 | 625.000      | 9,9%              |
| 2          | 39        | 17 de septiembre de 2021 | 1 de julio de 2022  | 401.000      | 12,1%             |
| 3          | 39        | 23 de septiembre de 2022 | 23 de junio de 2023 | 434.000      | 12,4%             |
| 4          | 44        | 22 de septiembre de 2023 | 26 de julio de 2024 | 392.000      | 11%               |
| 5          |           | 13 de septiembre de 2024 |                     |              |                   |
| Total      |           | 16 de septiembre de 2020 |                     |              |                   |

### Primera temporada (2020-2021)
| N.º (serie) | N.º (temp.) | Invitados                                                                                  | Estreno en Canal Sur Televisión | Estreno en Telemadrid   | Audiencias en Canal Sur Televisión |
| ----------- | ----------- | ------------------------------------------------------------------------------------------ | ------------------------------- | ----------------------- | ---------------------------------- |
| 1           | 1           | Anne Igartiburu, Ramón García y Lucía Fernanda (Público de Almería)                        | 16 de septiembre de 2020        | 12 de octubre de 2021   | 296.000 (8,7%)                     |
| 2           | 2           | María Teresa Campos y El Arrebato (Público de Jaén)                                        | 23 de septiembre de 2020        |                         | 310.000 (8,8%)                     |
| 3           | 3           | Elena Furiase y Tomasito (Público de Los Palacios y Villafranca (Sevilla))                 | 30 de septiembre de 2020        | 23 de noviembre de 2021 | 330.000 (9%)                       |
| 4           | 4           | Cayetano Martínez de Irujo y César Cadaval (Público de Huelva)                             | 7 de octubre de 2020            | 18 de enero de 2022     | 364.000 (8,4%)                     |
| 5           | 5           | Boris Izaguirre y María Peláe (Público de Motril (Granada))                                | 14 de octubre de 2020           | 19 de abril de 2022     | 377.000 (9,5%)                     |
| 6           | 6           | Bibiana Fernández (Público de Benalup Casas Viejas y Medina Sidonia (Cádiz))               | 21 de octubre de 2020           | 8 de febrero de 2022    | 418.000 (8,6%)                     |
| 7           | 7           | José Mercé (Público de Cabra (Córdoba))                                                    | 28 de octubre de 2020           |                         | 363.000 (9,7%)                     |
| 8           | 8           | Dani García e India Martínez (Público de Málaga)                                           | 4 de noviembre de 2020          |                         | 439.000 (9,6%)                     |
| 9           | 9           | María del Monte, Fernando Soto y Alicia Gil                                                | 11 de noviembre de 2020         | 11 de enero de 2022     | 424.000 (9,3%)                     |
| 10          | 10          | Antonio Orozco y Raimundo Amador (Público de Vilches (Jaén))                               | 18 de noviembre de 2020         | 3 de mayo de 2022       | 437.000 (9,3%)                     |
| 11          | 11          | David Bustamante y Melody (Público de Sevilla)                                             | 25 de noviembre de 2020         | 2 de noviembre de 2021  | 425.000 (8,8%)                     |
| 12          | 12          | Pastora Soler y Argentina (Público de Ayamonte (Huelva))                                   | 2 de diciembre de 2020          |                         | 396.000 (9%)                       |
| 13          | 13          | Juan José Padilla y Pasión Vega                                                            | 9 de diciembre de 2020          |                         | 433.000 (8,8%)                     |
| 14          | 14          | Antonio Carmona y Marina Carmona                                                           | 16 de diciembre de 2020         |                         | 432.000 (9%)                       |
| 15          | 15          | Merche (Especial de Navidad)                                                               | 25 de diciembre de 2020         |                         | 285.000 (8%)                       |
| 16          | 16          | Falete, Manolo Sarriá, Vivy Lin y Luis Lara (Especial Fin de Año) (Público de Sevilla)     | 30 de diciembre de 2020         |                         | 395.000 (8,6%)                     |
| 17          | 17          | Rosa López (Especial Reyes) (Público de Laujar de Andarax (Almería)                        | 6 de enero de 2021              |                         | 367.000 (8,1%)                     |
| 18          | 18          | Toñi Moreno, Mariló Montero, Pimpinela y Joana Jiménez (Público de San Fernando (Cádiz))   | 13 de enero de 2021             |                         | 474.000 (9,9%)                     |
| 19          | 19          | Shaila Dúrcal y Arévalo (Público de Jerez de la Frontera y Sanlúcar de Barrameda (Cádiz))  | 20 de enero de 2021             | 16 de noviembre de 2021 | 531.000 (9,4%)                     |
| 20          | 20          | Pablo López y Andy y Lucas (Público de Frailes (Jaén)                                      | 27 de enero de 2021             | 8 de marzo de 2022      | 541.000 (8,8%)                     |
| 21          | 21          | Chenoa y Natalia (Público de Villanueva del Ariscal (Sevilla)                              | 3 de febrero de 2021            | 17 de mayo de 2022      | 511.000 (8,4%)                     |
| 22          | 22          | Rosario Flores y Farru (Público de El Puerto de Santa María (Cádiz)                        | 10 de febrero de 2021           | 26 de octubre de 2021   | 565.000 (8,6%)                     |
| 23          | 23          | Azúcar Moreno (Encarna y Toñi Salazar) (Público de Órgiva (Granada)                        | 17 de febrero de 2021           | 22 de marzo de 2022     | 532.000 (8,8%)                     |
| 24          | 24          | Jesulín de Ubrique (Especial Día de Andalucía)                                             | 24 de febrero de 2021           | 15 de febrero de 2022   | 537.000 (8,7%)                     |
| 25          | 25          | Paloma San Basilio                                                                         | 3 de marzo de 2021              | 29 de marzo de 2022     | 625.000 (8,3%)                     |
| 26          | 26          | Juan y Medio, Manolo Sarria y Eva Ruiz Martín                                              | 10 de marzo de 2021             |                         | 516.000 (8,7%)                     |
| 27          | 27          | Manu Sánchez                                                                               | 17 de marzo de 2021             |                         | 505.000 (8,7%)                     |
| 28          | 28          | Vanesa Martín (Público de Jaén)                                                            | 24 de marzo de 2021             |                         | 523.000 (8,3%)                     |
| 29          | 29          | Pitingo (Público de Baeza (Jaén)                                                           | 7 de abril de 2021              |                         | 439.000 (8,8%)                     |
| 30          | 30          | Los Morancos (Jorge y César Cadaval) (Público de Córdoba)                                  | 14 de abril de 2021             | 21 de diciembre de 2021 | 438.000 (8,5%)                     |
| 31          | 31          | Manuel Lombo (Especial Feria de Abril) (Público de Valverde del Camino (Huelva)            | 21 de abril de 2021             |                         | 496.000 (8,1%)                     |
| 32          | 32          | Camela (Dioni Martín Lobato y Ángeles Muñoz) y Javi Cantero (Público de Almería)           | 28 de abril de 2021             | 1 de marzo de 2022      | 364.000 (8,9%)                     |
| 33          | 33          | Paz Padilla, Ana Mena y Omar Montes (Público de Chipiona (Cádiz)                           | 5 de mayo de 2021               | 10 de mayo de 2022      | 434.000 (8,6%)                     |
| 34          | 34          | Jaime Cantizano (Público de El Jabonero y Níjar (Almería)                                  | 12 de mayo de 2021              | 24 de mayo de 2022      | 419.000 (8,5%)                     |
| 35          | 35          | Los del Río (Especial El Rocío) (Público de Coín (Málaga)                                  | 19 de mayo de 2021              | 31 de mayo de 2022      | 428.000 (8,6%)                     |
| 36          | 36          | Esther Arroyo (Público de Los Palacios y Villafranca (Sevilla))                            | 26 de mayo de 2021              | 5 de abril de 2022      | 412.000 (8,5%)                     |
| 37          | 37          | Irma Soriano, Erika Leiva y Joaquín Sánchez (Público de Abla (Almería)                     | 2 de junio de 2021              | 7 de junio de 2022      | 381.000 (8,1%)                     |
| 38          | 38          | Joaquín Sánchez, Susana Saborido y Juanma Moreno (Público de El Real de la Jara (Sevilla)) | 8 de junio de 2021              | 19 de octubre de 2021   | 384.000 (8,6%)                     |
| 39          | 39          | Niña Pastori (Público de Castell de Ferro (Granada)                                        | 15 de junio de 2021             |                         | 317.000 (8%)                       |
| 40          | 40          | Norma Duval (Público de Málaga)                                                            | 22 de junio de 2021             | 5 de julio de 2022      | 388.000 (8,5%)                     |

### Segunda temporada (2021-2022)
| N.º (serie) | N.º (temp.) | Invitados | Estreno en Canal Sur Televisión | Estreno en Telemadrid    | Audiencias en Canal Sur Televisión |
| ----------- | ----------- | --- | ------------------------------- | ------------------------ | ---------------------------------- |
| 41          | 1           | Santiago Segura (Público de Salobreña (Granada) | 17 de septiembre de 2021        |                          | 294.000 (8,5%)                     |
| 42          | 2           | Alaska y Mario Vaquerizo (Público de Montalbán (Córdoba) | 24 de septiembre de 2021        | 4 de enero de 2022       | 345.000 (9,8%)                     |
| 43          | 3           | Fernando Romay y Nani Gaitán (Público de Berja (Almería) | 1 de octubre de 2021            | 15 de marzo de 2022      | 322.000 (8,3%)                     |
| 44          | 4           | Bárbara Rey (Público de Cártama (Málaga) | 8 de octubre de 2021            | 21 de junio de 2022      | 284.000 (8,6%)                     |
| 45          | 5           | Paco Tous y Laura Sánchez (Público de Medina Sidonia (Cádiz) | 15 de octubre de 2021           |                          | 336.000 (8,7%)                     |
| 46          | 6           | Ivonne Reyes (Público de Ronda (Málaga) | 22 de octubre de 2021           | 20 de septiembre de 2022 | 327.000 (8,4%)                     |
| 47          | 7           | Carmen Flores (Público de Córdoba) | 29 de octubre de 2021           | 14 de diciembre de 2021  | 355.000 (8,4%)                     |
| 48          | 8           | Toñi Moreno, Rosario Flores, El Puma, Iker Casillas, Paloma San Basilio, Antonio Orozco, Joaquín Sánchez, Antonio Carmona, José Luis Perales, Juan y Medio y Antonio Resines (Homenaje a Bertín Osborne celebra sus 40 años en la música) (Público de Puntalón (Granada) | 5 de noviembre de 2021          | 9 de noviembre de 2021   | 313.000 (8,1%)                     |
| 49          | 9           | Ágatha Ruiz de la Prada (Público de Antequera (Málaga) | 12 de noviembre de 2021         |                          | 359.000 (8,4%)                     |
| 50          | 10          | Antonio Resines (Público de Huelva) | 19 de noviembre de 2021         | 7 de diciembre de 2021   | 362.000 (8,3%)                     |
| 51          | 11          | Kiko Rivera (Público de Berja (Almería) | 26 de noviembre de 2021         | 30 de noviembre de 2021  | 360.000 (8,6%)                     |
| 52          | 12          | Santi Rodríguez (Público de Sevilla) | 3 de diciembre de 2021          | 9 de diciembre de 2022   | 358.000 (8,6%)                     |
| 53          | 13          | Carmen Lomana (Público de El Ejido (Almería) | 10 de diciembre de 2021         | 1 de febrero de 2022     | 388.000 (8,6%)                     |
| 54          | 14          | José Mercé (Especial Navidad) (Público de Pampaneira (Granada) | 17 de diciembre de 2021         |                          | 359.000 (8,5%)                     |
| 55          | 15          | Especial Día de los Inocentes (Público de Carboneras (Almería) | 28 de diciembre de 2021         | 28 de diciembre de 2021  | 395.000 (9,2%)                     |
| 56          | 16          | Pepe Rodríguez (Público de Los Palacios y Villafranca (Sevilla)) | 7 de enero de 2022              | 25 de enero de 2022      | 392.000 (8,7%)                     |
| 57          | 17          | Laura Sánchez (Público de Córdoba) | 14 de enero de 2022             |                          | 375.000 (8,2%)                     |
| 58          | 18          | Pastora Soler, Malú, Vanesa Martín y Manu Sánchez (Público de Málaga) | 21 de enero de 2022             |                          | 375.000 (8,9%)                     |
| 59          | 19          | Antonio José (Público de Padules (Almería) | 28 de enero de 2022             |                          | 373.000 (8,4%)                     |
| 60          | 20          | Josema Yuste (Público de Vélez de Benaudalla (Granada) | 4 de febrero de 2022            | 4 de octubre de 2022     | 370.000 (8,4%)                     |
| 61          | 21          | Luis Lara (Público de Lebrija (Sevilla)) | 11 de febrero de 2022           | 11 de octubre de 2022    | 388.000 (8,2%)                     |
| 62          | 22          | Carlos Latre (Público de Hinojos (Huelva) | 18 de febrero de 2022           | 22 de febrero de 2022    | 401.000 (7,7%)                     |
| 63          | 23          | Fran Rivera (Especial Día de Andalucía) (Público de Málaga) | 25 de febrero de 2022           | 18 de octubre de 2022    | 351.000 (8,3%)                     |
| 64          | 24          | Paco Arévalo y Fernando Esteso (Público de Lepe (Huelva) | 4 de marzo de 2022              | 14 de junio de 2022      | 379.000 (8,6%)                     |
| 65          | 25          | Lolita (Público de Salobreña (Granada) | 11 de marzo de 2022             | 27 de septiembre de 2022 | 358.000 (8,9%)                     |
| 66          | 26          | Carlos Baute, Chenoa, Alfonso Sánchez y Alberto López (Público de Cazorla (Jaén) | 18 de marzo de 2022             | 25 de octubre de 2022    | 363.000 (9,1%)                     |
| 67          | 27          | Javier Sardà (Público de Salteras (Sevilla)) | 25 de marzo de 2022             |                          | 383.000 (8,3%)                     |
| 68          | 28          | Consuelo Berlanga (Público de Fuente Palmera (Córdoba) | 1 de abril de 2022              |                          | 347.000 (8,9%)                     |
| 69          | 29          | Óscar Higares, Enrique Romero y Raquel Revuelta (Público de Baños de la Encina (Jaén) | 8 de abril de 2022              |                          | 324.000 (9,3%)                     |
| 70          | 30          | Manu Sánchez y Juan Manuel Miñarro (Especial Semana Santa) (Público de Dalías (Almería) | 15 de abril de 2022             |                          | 190.000 (12,1%)                    |
| 71          | 31          | Nieves Herrero (Público de La Ventilla (Córdoba) | 22 de abril de 2022             | 26 de abril de 2022      | 333.000 (9,6%)                     |
| 72          | 32          | María del Monte y Pilar Vera (Especial Feria de Abril) (Público de Almonte (Huelva) | 29 de abril de 2022             |                          | 323.000 (8,1%)                     |
| 73          | 33          | Andy y Lucas (Público de Matalascañas (Huelva) | 6 de mayo de 2022               |                          | 296.000 (9,8%)                     |
| 74          | 34          | Jorge Fernández, María Teresa Campos, Manuel Lombo y Laura Sánchez (Público de Granada) | 13 de mayo de 2022              |                          | 309.000 (10%)                      |
| 75          | 35          | Rosa López (Público de Alfacar (Granada) | 20 de mayo de 2022              |                          | 292.000 (8,9%)                     |
| 76          | 36          | Julio Iglesias, Jr. (Público de Villaralto (Córdoba) | 27 de mayo de 2022              |                          | 275.000 (8,5%)                     |
| 77          | 37          | Anne Igartiburu (Público de Torres (Jaén) | 10 de junio de 2022             | 8 de noviembre de 2022   | 259.000 (8,1%)                     |
| 78          | 38          | Mariola Cantarero (Público de Las Cefiñas (Huelva) | 24 de junio de 2022             |                          | 273.000 (10,3%)                    |
| 79          | 39          | José Manuel Soto (Público de Alhama de Granada (Granada) | 1 de julio de 2022              |                          | 268.000 (8,7%)                     |

### Tercera temporada (2022-2023)
| N.º (serie) | N.º (temp.) | Invitados | Estreno en Canal Sur Televisión | Estreno en Telemadrid   | Audiencias en Canal Sur Televisión |
| ----------- | ----------- | --- | ------------------------------- | ----------------------- | ---------------------------------- |
| 80          | 1           | India Martínez (Público de Cajiz (Málaga) | 23 de septiembre de 2022        |                         | 324.000 (11,7%)                    |
| 81          | 2           | Paz Padilla y Anna Ferrer (Público de Gójar (Granada)                                                                                               | 30 de septiembre de 2022        |                         | 317.000 (11,6%)                    |
| 82          | 3           | Elena Furiase (Público de Chercos (Almería) | 7 de octubre de 2022            | 25 de noviembre de 2022 | 317.000 (9,6%)                     |
| 83          | 4           | Ángel León (Público de Huelva | 14 de octubre de 2022           |                         | 338.000 (9%)                       |
| 84          | 5           | Carlos Sobera, Paula Vázquez y Cristina Pedroche (Público de Coín (Málaga)                                                                          | 21 de octubre de 2022           | 2 de diciembre de 2022  | 361.000 (10,4%)                    |
| 85          | 6           | Pimpinela (Lucía y Joaquín Galán) (Público de Málaga)                                                                                               | 28 de octubre de 2022           |                         | 360.000 (9,6%)                     |
| 86          | 7           | Melody (Público de Isla Cristina (Huelva) | 4 de noviembre de 2022          |                         | 377.000 (10,4%)                    |
| 87          | 8           | Agustín Bravo (Público de Medina Sidonia (Cádiz) | 11 de noviembre de 2022         | 23 de diciembre de 2022 | 382.000 (9,5%)                     |
| 88          | 9           | Cayetano Martínez de Irujo (Público de Santa María de Trassierra (Córdoba)                                                                          | 18 de noviembre de 2022         |                         | 403.000 (10,6%)                    |
| 89          | 10          | Ana Obregón (Público de Cabra del Santo Cristo (Jaén)                                                                                               | 25 de noviembre de 2022         |                         | 385.000 (10%)                      |
| 90          | 11          | Azúcar Moreno (Encarna y Toñi Salazar) (Público de Vícar (Almería)                                                                                  | 2 de diciembre de 2022          | 20 de enero de 2023     | 403.000 (10,3%)                    |
| 91          | 12          | Karina (Público de Ventas de Huelma (Granada) | 9 de diciembre de 2022          |                         | 434.000 (11,4%)                    |
| 92          | 13          | Rosa Villacastín (Público de Rociana del Condado (Huelva)                                                                                           | 16 de diciembre de 2022         |                         | 379.000 (12,2%)                    |
| 93          | 14          | Especial de Nochebuena (Público de Guillena (Sevilla)                                                                                               | 23 de diciembre de 2022         | 23 de diciembre de 2022 | 429.000 (10,8%)                    |
| 94          | 15          | Especial Día de los Inocentes (Público de Belalcázar (Córdoba)                                                                                      | 28 de diciembre de 2022         |                         | 418.000 (11,7%)                    |
| 95          | 16          | María del Monte (Especial Fin de Año) (Público de Valle de Lecrín (Granada)                                                                         | 30 de diciembre de 2022         | 30 de diciembre de 2022 | 365.000 (12,4%)                    |
| 96          | 17          | Juan y Medio (Especial Día de Reyes) (Público de Cádiz)                                                                                             | 6 de enero de 2023              | 3 de febrero de 2023    | 344.000 (9,3%)                     |
| 97          | 18          | Ágatha Ruiz de la Prada (Público de Guarromán (Jaén)                                                                                                | 13 de enero de 2023             |                         | 402.000 (11,1%)                    |
| 98          | 19          | Florentino Fernández (Público de Alhaurín de la Torre (Málaga)                                                                                      | 20 de enero de 2023             | 10 de febrero de 2023   | 411.000 (11,8%)                    |
| 99          | 20          | Kiko Rivera (Público de El Rocío (Huelva) | 27 de enero de 2023             | 17 de febrero de 2023   | 389.000 (11,2%)                    |
| 100         | 21          | Toñi Moreno (Público de Málaga) | 3 de febrero de 2023            |                         | 382.000 (10,8%)                    |
| 101         | 22          | Belinda Washington y Óscar Higares (Público de Jerez de la Frontera (Cádiz)                                                                         | 10 de febrero de 2023           |                         | 390.000 (12,3%)                    |
| 102         | 23          | Eva Ruiz Martín, Bosco Benítez, Silvia Sanz, Ana Hinestrosa y Martín Pareja-Obregón Especial programa n.º 100 (Público de Roquetas de Mar (Almería) | 24 de febrero de 2023           |                         | 392.000 (11,5%)                    |
| 103         | 24          | Pablo López (Público de Jaén) | 3 de marzo de 2023              |                         | 383.000 (10,3%)                    |
| 104         | 25          | María Peláe (Público de Cortijos Nuevos (Jaén) | 10 de marzo de 2023             |                         | 359.000 (10%)                      |
| 105         | 26          | David Bustamante (Público de Alhaurín el Grande (Málaga)                                                                                            | 17 de marzo de 2023             |                         | 329.000 (10,5)                     |
| 106         | 27          | Belén López (Público de El Viso del Alcor (Sevilla)                                                                                                 | 24 de marzo de 2023             |                         | 318.000 (10,8%)                    |
| 107         | 28          | Manuel Lombo (Especial Semana Santa) (Público de La Mojonera (Almería)                                                                              | 31 de marzo de 2023             |                         | 290.000 (9,9%)                     |
| 108         | 29          | David DeMaría (Público de Lanjarón (Granada) | 14 de abril de 2023             |                         | 294.000 (10,4%)                    |
| 109         | 30          | Arturo Pareja Obregón (Especial Feria de Abril) (Público de Vélez-Málaga (Málaga)                                                                   | 21 de abril de 2023             |                         | 266.000 (12,1%)                    |
| 110         | 31          | Diana Navarro (Público de La Rinconada (Sevilla) | 28 de abril de 2023             |                         | 255.000 (11,4%)                    |
| 111         | 32          | Almudena Cid (Público de Chiclana de la Frontera (Cádiz)                                                                                            | 5 de mayo de 2023               |                         | 267.000 (11,2%)                    |
| 112         | 33          | Andy y Lucas (Público de Pozo Alcón (Jaén) | 12 de mayo de 2023              |                         | 306.000 (10,6%)                    |
| 113         | 34          | Siempre Así y Óscar Higares (Especial El Rocío) (Público de Pechina (Almería)                                                                       | 19 de mayo de 2023              |                         | 282.000 (10,1%)                    |
| 114         | 35          | Pitingo (Público de Villamartín (Cádiz) | 26 de mayo de 2023              |                         | 296.000 (9,5%)                     |
| 115         | 36          | Javier Castillo "Poty" (Público de Cájar (Granada)                                                                                                  | 2 de junio de 2023              |                         | 264.000 (10,7%)                    |
| 116         | 37          | Luis Lara, Pitingo, Paz Padilla, Florentino Fernández y Santi Rodríguez (Público de Granada)                                                        | 9 de junio de 2023              |                         | 262.000 (9,8%)                     |
| 117         | 38          | El Arrebato (Público de Castillo de Locubín (Jaén)                                                                                                  | 16 de junio de 2023             |                         | 237.000 (10,8%)                    |
| 118         | 39          | Niña Pastori (Público de Lúcar (Almería) | 23 de junio de 2023             |                         | 234.000 (9,6%)                     |

### Cuarta temporada (2023-2024)
| N.º (serie) | N.º (temp.) | Invitados | Estreno en Canal Sur Televisión | Estreno en Telemadrid | Audiencias en Canal Sur Televisión |
| ----------- | ----------- | --- | ------------------------------- | --------------------- | ---------------------------------- |
| 119         | 1           | José Mercé (Público de La Herradura (Granada)                                                                                | 22 de septiembre de 2023        |                       | 290.000 (9,3%)                     |
| 120         | 2           | Isabel Gemio (Público de Mancha Real (Jaén)                                                                                  | 29 de septiembre de 2023        |                       | 252.000 (10,7%)                    |
| 121         | 3           | Pasión Vega y Esther Arroyo (Público de Almería)                                                                             | 6 de octubre de 2023            |                       | 245.000 (10,1%)                    |
| 122         | 4           | Judit Mascó y José Mercé (Público de Baena (Córdoba)                                                                         | 13 de octubre de 2023           |                       | 285.000 (8,6%)                     |
| 123         | 5           | Azúcar Moreno y Esther Arroyo (Público de Córdoba)                                                                           | 20 de octubre de 2023           |                       | 216.000 (10,7%)                    |
| 124         | 6           | Fran Rivera y Martín Pareja-Obregón (Público de Málaga)                                                                      | 27 de octubre de 2023           |                       | 299.000 (9,9%)                     |
| 125         | 7           | Fernando Romay, Teresa Martín y Eva Pedraza (Público de Fuente Palmera (Córdoba)                                             | 3 de noviembre de 2023          |                       | 305.000 (9,3%)                     |
| 126         | 8           | Paz Padilla y Luis Lara (Público de Écija (Sevilla)                                                                          | 10 de noviembre de 2023         |                       | 305.000 (9%)                       |
| 127         | 9           | Shaila Dúrcal y Alfonso Sánchez y Alberto López (Público de Caniles (Granada)                                                | 17 de noviembre de 2023         |                       | 318.000 (9,5%)                     |
| 128         | 10          | Norma Duval (Público de El Ejido (Almería)                                                                                   | 24 de noviembre de 2023         |                       | 315.000 (7,9%)                     |
| 129         | 11          | Mónica Cruz y Joaquín Cortés (Público de Herrera (Sevilla)                                                                   | 1 de diciembre de 2023          |                       | 312.000 (8,8%)                     |
| 130         | 12          | Feliciano López (Público de Córdoba)                                                                                         | 8 de diciembre de 2023          |                       | 218.000 (7,9%)                     |
| 131         | 13          | Santiago Segura (Público de Guillena (Sevilla)                                                                               | 15 de diciembre de 2023         |                       | 302.000 (11%)                      |
| 132         | 14          | Santi Rodríguez (Especial Nochebuena) (Público de Andújar (Jaén)                                                             | 22 de diciembre de 2023         |                       | 305.000 (10,3%)                    |
| 133         | 15          | (Especial Día de los Inocentes) (Público de Conil de la Frontera (Cádiz)                                                     | 28 de diciembre de 2023         |                       | 324.000 (10,5%)                    |
| 134         | 16          | Vanesa Romero (Especial Fin de Año) (Público de Fuenteheridos (Huelva)                                                       | 29 de diciembre de 2023         |                       | 307.000 (10,4%)                    |
| 135         | 17          | Jesulín de Ubrique (Especial Reyes Magos) (Público de Sanlúcar de Barrameda (Cádiz)                                          | 5 de enero de 2024              |                       | 252.000 (10,6%)                    |
| 136         | 18          | Soraya Arnelas (Público de Guaro (Málaga)                                                                                    | 12 de enero de 2024             |                       | 317.000 (8,7%)                     |
| 137         | 19          | El Arrebato (Público de Rota (Cádiz)                                                                                         | 19 de enero de 2024             |                       | 344.000 (9,7%)                     |
| 138         | 20          | Manu Sánchez y Lorena Sánchez (Público de Lecrín (Granada)                                                                   | 26 de enero de 2024             |                       | 319.000 (10,4%)                    |
| 139         | 21          | Perico Delgado (Público de Conil de la Frontera (Cádiz)                                                                      | 2 de febrero de 2024            |                       | 306.000 (9,7%)                     |
| 140         | 22          | Jorge Sanz (Público de Villa del Río (Córdoba)                                                                               | 16 de febrero de 2024           |                       | 301.000 (8,6%)                     |
| 141         | 23          | Paco Candela (Público de Salteras (Sevilla)                                                                                  | 23 de febrero de 2024           |                       | 322.000 (9%)                       |
| 142         | 24          | Paco Lobatón y Jaime Silva (Especial 35 Años de Canal Sur) (Especial día de Andalucía) (Público de Roquetas de Mar (Almería) | 1 de marzo de 2024              |                       | 314.000 (9,4%)                     |
| 143         | 25          | Terelu Campos (Público de Espiel (Córdoba)                                                                                   | 8 de marzo de 2024              |                       | 301.000 (10,2%)                    |
| 144         | 26          | María José Suárez, Dani Sánchez y Cantores de Híspalis (Público de Aracena (Huelva)                                          | 15 de marzo de 2024             |                       | 284.000 (8,7%)                     |
| 145         | 27          | Antonio Canales, Martín Pareja-Obregón y Enrique Romero (Especial Semana Santa) (Público de Salobreña (Granada)              | 22 de marzo de 2024             |                       | 285.000 (8,1%)                     |
| 146         | 28          | Andrés Roca Rey y María José Suárez (Público de Montilla (Córdoba)                                                           | 5 de abril de 2024              | 17 de mayo de 2024    | 272.000 (9,4%)                     |
| 147         | 29          | María del Monte (Especial Feria de Abril) (Público de Palos de la Frontera (Huelva)                                          | 12 de abril de 2024             |                       | 284.000 (9%)                       |
| 148         | 30          | Juan Salazar y Hugo Salazar (Público de San Bartolomé de la Torre (Huelva)                                                   | 19 de abril de 2024             |                       | 247.000 (7,9%)                     |
| 149         | 31          | Juan y Medio (Público de Jaén)                                                                                               | 26 de abril de 2024             |                       | 263.000 (10,4%)                    |
| 150         | 32          | David Bustamante (Público de Málaga)                                                                                         | 3 de mayo de 2024               |                       | 245.000 (9%)                       |
| 151         | 33          | Irma Soriano (Público de Archidona (Málaga)                                                                                  | 10 de mayo de 2024              |                       | 230.000 (9,6%)                     |
| 152         | 34          | Merche y Paco Candela (Especial El Rocío) (Público de Berja (Almería)                                                        | 17 de mayo de 2024              |                       | 258.000 (10,2%)                    |
| 153         | 35          | Boris Izaguirre (Público de Lentegí (Granada)                                                                                | 24 de mayo de 2024              |                       | 242.000 (10,1%)                    |
| 154         | 36          | Carlos Baute (Público de Gilena (Sevilla)                                                                                    | 31 de mayo de 2024              |                       | 257.000 (10,2%)                    |
| 155         | 37          | Bibiana Fernández (Público de Jaén)                                                                                          | 7 de junio de 2024              |                       | 237.000 (9,6%)                     |
| 156         | 38          | Pepe Navarro (Público de Jerez de la Frontera (Cádiz)                                                                        | 14 de junio de 2024             |                       | 274.000 (9,3%)                     |
| 157         | 39          | Antonio Carmona (Público de Málaga)                                                                                          | 21 de junio de 2024             |                       | 392.000 (8,6%)                     |
| 158         | 40          | Lara Álvarez (Público de Dos Hermanas (Sevilla)                                                                              | 28 de junio de 2024             |                       | 214.000 (8,3%)                     |
| 159         | 41          | Melody (Público de Taberno (Almería)                                                                                         | 5 de julio de 2024              |                       | 342.000 (6,1%)                     |
| 160         | 42          | Ainhoa Arteta (Público de Chiclana de la Frontera (Cádiz)                                                                    | 12 de julio de 2024             |                       | 221.000 (8,1%)                     |
| 161         | 43          | Rosa López (Público de Ronda (Málaga)                                                                                        | 19 de julio de 2024             |                       | 220.000 (8,2%)                     |
| 162         | 44          | Paco Tous (Público de Puerto Real (Cádiz)                                                                                    | 26 de julio de 2024             |                       | 312.000 (7,7%)                     |

### Quinta temporada (2024-2025)
| N.º (serie) | N.º (temp.) | Invitados                                                                                            | Estreno en Canal Sur Televisión | Estreno en Telemadrid | Audiencias en Canal Sur Televisión |
| ----------- | ----------- | --- | ------------------------------- | --------------------- | ---------------------------------- |
| 163         | 1           | Manuel Díaz "El Cordobés" (Público de Úbeda (Jaén)                                                   | 13 de septiembre de 2024        |                       | 235.000 (9,6%)                     |
| 164         | 2           | Mariano Peña (Público de Coín (Málaga)                                                               | 20 de septiembre de 2024        |                       | 227.000 (8,3%)                     |
| 165         | 3           | Almudena Cid y Carolina Marín (Público de Vélez-Málaga (Málaga)                                      | 27 de septiembre de 2024        |                       | 228.000 (8,8%)                     |
| 166         | 4           | Cristina Tárrega (Público de Navas de San Juan (Jaén)                                                | 4 de octubre de 2024            |                       | 230.000 (9,4%)                     |
| 167         | 5           | Gemeliers (Público de Abrucena (Almería)                                                             | 11 de octubre de 2024           |                       | 256.000 (9,6%)                     |
| 168         | 6           | Dani García (Público de Cartaya (Huelva)                                                             | 18 de octubre de 2024           |                       | 241.000 (8,7%)                     |
| 169         | 7           | Pedro Ruiz (Público de Pozoblanco (Córdoba)                                                          | 25 de octubre de 2024           |                       | 262.000 (9,6%)                     |
| 170         | 8           | Carolina Marín (Público de Canjáyar (Almería)                                                        | 1 de noviembre de 2024          |                       | 225.000 (10,2%)                    |
| 171         | 9           | Beatriz Luengo (Público de Puente Genil (Córdoba)                                                    | 8 de noviembre de 2024          |                       | 265.000 (10,7%)                    |
| 172         | 10          | Tamara (Público de Córdoba)                                                                          | 15 de noviembre de 2024         |                       | 252.000 (8,8%)                     |
| 173         | 11          | Jesús Castro (Público de Aracena (Huelva)                                                            | 22 de noviembre de 2024         |                       | 259.000 (11%)                      |
| 174         | 12          | Chenoa y David DeMaría (Público de Jete (Granada)                                                    | 29 de noviembre de 2024         |                       | 259.000 (10,3%)                    |
| 175         | 13          | David Bustamante (Público de San Bartolomé de la Torre (Huelva)                                      | 6 de diciembre de 2024          |                       | 197.000 (10,1%)                    |
| 176         | 14          | Rosario Flores (Público de Lebrija (Sevilla)                                                         | 13 de diciembre de 2024         |                       | 265.000 (10,9%)                    |
| 177         | 15          | Pitingo (Especial Navidad) (Público de Olula de Castro (Almería)                                     | 20 de diciembre de 2024         |                       | 256.000 (11,5%)                    |
| 178         | 16          | Rappel (Especial Fin de Año) (Público de Almonaster la Real (Huelva)                                 | 27 de diciembre de 2024         |                       | 269.000 (11,6%)                    |
| 179         | 17          | (Especial Día de los Inocentes) (Público de Málaga)                                                  | 28 de diciembre de 2024         |                       | 206.000 (9,3%)                     |
| 180         | 18          | Fran Rivera (Especial Reyes Magos) (Público de Antequera (Málaga)                                    | 3 de enero de 2025              |                       | 259.000 (11,5%)                    |
| 181         | 19          | Roko (Público de La Puerta de Segura (Jaén)                                                          | 10 de enero de 2025             |                       | 266.000 (11,3%)                    |
| 182         | 20          | Francisco (Público de Salobreña (Granada)                                                            | 17 de enero de 2025             |                       | 277.000 (10,9%)                    |
| 183         | 21          | Pastora Soler (Público de Palma del Río (Córdoba)                                                    | 24 de enero de 2025             |                       | 281.000 (10,1%)                    |
| 184         | 22          | Paz Padilla (Público de Montalbán (Córdoba)                                                          | 31 de enero de 2025             |                       | 256.000 (12,5%)                    |
| 185         | 23          | Antonio Garrido y Manu Sánchez (Público de Alhaurín el Grande (Málaga)                               | 7 de febrero de 2025            |                       | 293.000 (11,6%)                    |
| 186         | 24          | Paloma San Basilio (Especial San Valentín) (Público de Salobreña (Granada)                           | 14 de febrero de 2025           |                       | 248.000 (10,3%)                    |
| 187         | 25          | Carlos Lozano y Natalia (Público de Aroche (Huelva)                                                  | 21 de febrero de 2025           |                       | 271.000 (10,4%)                    |
| 188         | 26          | Gemma Mengual (Especial Día de la Mujer) (Público de Cádiz)                                          | 7 de marzo de 2025              |                       | 282.000 (11,2%)                    |
| 189         | 27          | Salva Reina (Público de Moguer (Huelva)                                                              | 14 de marzo de 2025             |                       | 286.000 (11,8%)                    |
| 190         | 28          | Máximo Valverde (Público de La Herradura (Granada)                                                   | 21 de marzo de 2025             |                       | 281.000 (11,1%)                    |
| 191         | 29          | Manuel Díaz "El Cordobés" (Público de Antequera (Málaga)                                             | 28 de marzo de 2025             |                       | 263.000 (10,7%)                    |
| 192         | 30          | Azúcar Moreno (Público de Córdoba)                                                                   | 4 de abril de 2025              |                       | 282.000 (11,4%)                    |
| 193         | 31          | Diana Navarro y Antonio Garrido (Especial Semana Santa) (Público de Pozoblanco (Córdoba)             | 11 de abril de 2025             |                       | 259.000 (10,8%)                    |
| 194         | 32          | Julio Benítez "El Cordobés" (Público de Córdoba)                                                     | 25 de abril de 2025             |                       | 246.000 (10,2%)                    |
| 195         | 33          | Cantores de Híspalis (Especial Feria de Abril) (Público de Estepona (Málaga)                         | 2 de mayo de 2025               |                       | 253.000 (10,1%)                    |
| 196         | 34          | Belinda Washington (Público de Tahal (Almería)                                                       | 9 de mayo de 2025               |                       | 247.000 (11,4%)                    |
| 197         | 35          | Isabel Gemio (Público de Granada)                                                                    | 16 de mayo de 2025              |                       | 248.000 (9,5%)                     |
| 198         | 36          | Alba Díaz (Público de Salobreña (Granada)                                                            | 23 de mayo de 2025              |                       | 252.000 (10,5%)                    |
| 199         | 37          | Juan y Medio (Público de Vélez-Málaga (Málaga)                                                       | 30 de mayo de 2025              |                       | 240.000 (10,6%)                    |
| 200         | 38          | Falete, Rafael Pérez-Vera y José Luis Pérez-Vera (Especial El Rocío) (Público de Aguadulce (Almería) | 6 de junio de 2025              |                       | 241.000 (8,3%)                     |
| 201         | 39          | Carlos Baute (Público de San Fernando (Cádiz)                                                        | 13 de junio de 2025             |                       | 264.000 (9,3%)                     |
| 202         | 40          | Nieves Herrero (Público de Nueva Carteya (Córdoba)                                                   | 20 de junio de 2025             |                       | 237.000 (9,2%)                     |
| 203         | 41          | Antoñito Molina (Público de Chipiona (Cádiz)                                                         | 27 de junio de 2025             |                       | 228.000 (8,7%)                     |
| 204         | 42          | Juanma López Iturriaga (Público de Jerez de la Frontera (Cádiz)                                      | 4 de julio de 2025              |                       | 228.000 (9,3%)                     |
| 205         | 43          | Lorena Gómez (Público de Abla (Almería)                                                              | 11 de julio de 2025             |                       |                                    |
| 206         | 44          | [[]] (Público de)                                                                                    | 18 de julio de 2025             |                       |                                    |

### Sexta temporada (2025-2026)
| N.º (serie) | N.º (temp.) | Invitados         | Estreno en Canal Sur Televisión | Estreno en Telemadrid | Audiencias en Canal Sur Televisión |
| ----------- | ----------- | ----------------- | ------------------------------- | --------------------- | ---------------------------------- |
| 207         | 1           | [[]] (Público de) | septiembre de 2025              |                       |                                    |